# Landgericht

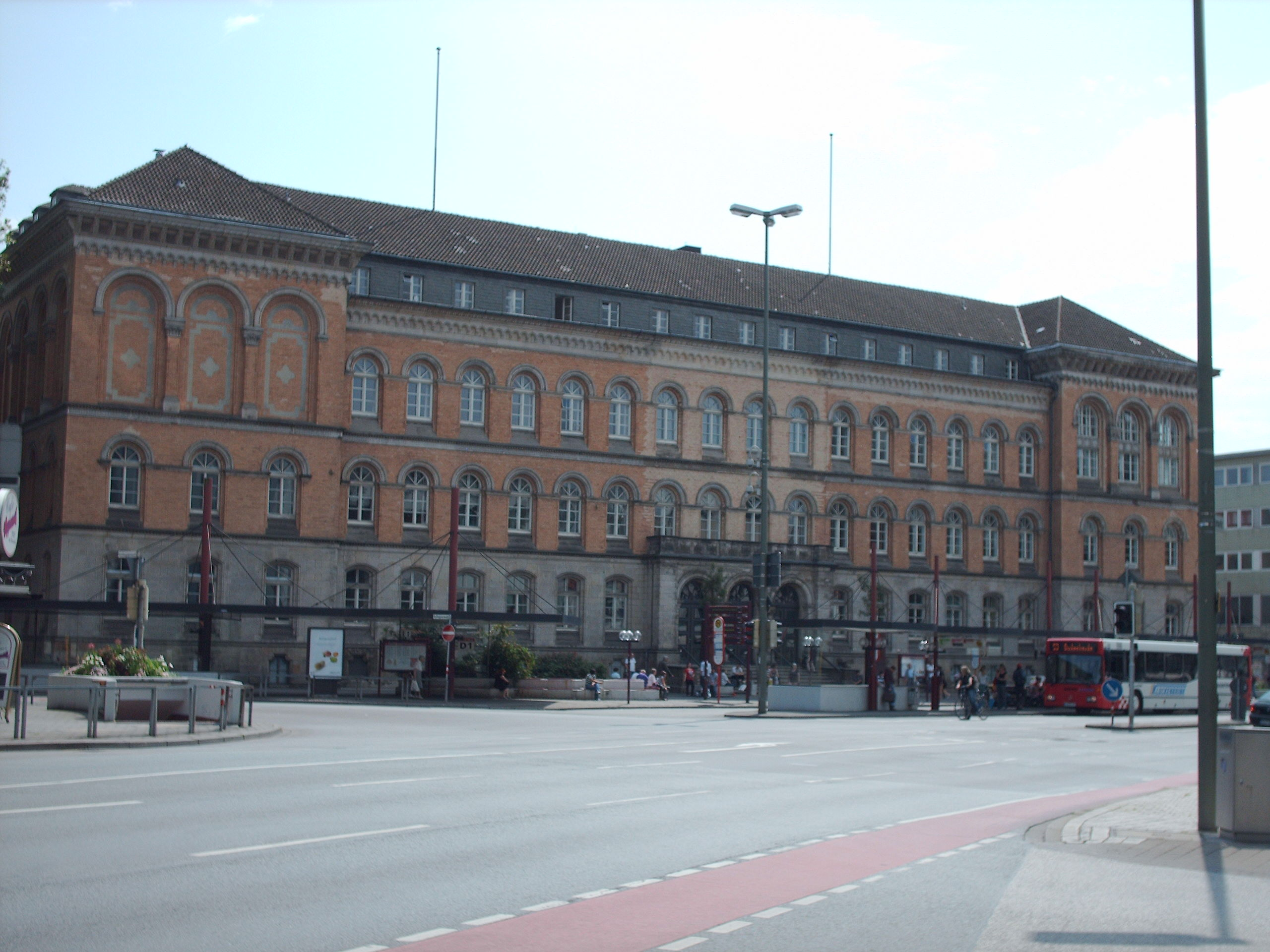
Het Landgericht in Osnabrück

Het Landgericht is in Duitsland het derde niveau binnen de gewone rechtspraak. Boven het Landgericht staat het Oberlandesgericht, er onder het Amtsgericht. In totaal telt Duitsland 115 Landgerichten (2015), waarbij de drie stadstaten en Saarland er alle slechts een hebben, terwijl Beieren er 22 telt. 

## Bevoegdheid
De bevoegdheden van de Landgerichten zijn geregeld in de vijfde titel van het Duitse wetboek de Gerichtsverfassungsgesetz. Volgens die wet is het Landgericht in civiele zaken bevoegd voor alle zaken die niet aan het Amtsgericht zijn opgedragen. Daarnaast is het gerecht beroepsinstantie voor civiele zaken van het Amtsgericht voor zover dat niet aan het Oberlandesgericht is opgedragen. 
In strafzaken geeft de wet een vergelijkbare regeling. Het gerecht is bevoegd voor de strafzaken waarvoor noch het Amtgericht noch het Oberlandesgericht bevoegd is verklaard. Daarnaast wordt het gerecht uitdrukkelijk bevoegd verklaard voor misdrijven waarop een gevangenisstraf van vier jaar of meer is gesteld.
Het gerecht is verdeeld in civiele, handel- en strafkamers. Uitgangspunt is dat zaken worden behandeld in kamers met drie rechters, hoewel behandeling door enkelvoudige kamers ook veelvuldig voorkomt.